# Ambia (geslacht)
Ambia is een geslacht van vlinders van de familie van de grasmotten (Crambidae), uit de onderfamilie van de Musotiminae. De wetenschappelijke naam en de beschrijving van dit geslacht zijn voor het eerst gepubliceerd in 1859 door Francis Walker.

## Soorten
- Ambia albiflavalis Hampson, 1917
- Ambia albipunctalis Warren, 1896
- Ambia albobasalis Caradja, 1934
- Ambia albomaculalis Hampson, 1897
- Ambia ambrealis Viette, 1960
- Ambia amoyalis Caradja, 1925
- Ambia andasalis Viette, 1960
- Ambia anosibalis Viette, 1958
- Ambia argentifascialis Marion, 1957
- Ambia atristrigalis Hampson, 1897
- Ambia aulacophora Hampson, 1897
- Ambia catalaianus (Viette, 1954)
- Ambia chalcichroalis Hampson, 1906
- Ambia chrysogramma Hampson, 1917
- Ambia colonalis (Bremer, 1864)
- Ambia complicata Warren, 1896
- Ambia cymophoralis Hampson, 1917
- Ambia ellipes (Tams, 1935)
- Ambia eucampta Meyrick, 1938
- Ambia fulvicolor Hampson, 1917
- Ambia fusalis Hampson, 1906
- Ambia gueneealis Viette, 1957
- Ambia interstrigalis Hampson, 1897
- Ambia klossi Rothschild, 1915
- Ambia leucoplaca (Meyrick, 1897)
- Ambia locuples (Butler, 1889)
- Ambia magnificalis Swinhoe, 1895

- Ambia mantasoalis Viette, 1978
- Ambia marginalis (Moore, 1879)
- Ambia marmorealis Marion & Viette, 1956
- Ambia melanalis Hampson, 1906
- Ambia melanistis Hampson, 1917
- Ambia mesoscotalis Hampson, 1906
- Ambia naumanni Speidel & Stüning, 2005
- Ambia nosivalis Viette, 1958
- Ambia novaguinensis Kenrick, 1912
- Ambia obliquistriga Rothschild, 1915
- Ambia oligalis Hampson, 1906
- Ambia parachrysis Meyrick, 1935
- Ambia pedionoma West, 1931
- Ambia phobos Viette, 1989
- Ambia pictoralis Viette, 1960
- Ambia prolalis Viette, 1958
- Ambia ptolycusalis Walker, 1859
- Ambia punctimarginata Rothschild, 1915
- Ambia rhabdotalis Hampson, 1897
- Ambia schistochaeta Tams, 1935
- Ambia tendicularis Rebel, 1915
- Ambia tenebrosalis Hampson, 1896
- Ambia thyridialis Lederer, 1855
- Ambia vagilinealis Hampson, 1906
- Ambia vilisalis Viette, 1958
- Ambia xantholeuca Hampson, 1896
- Ambia yamanakai Kirpichnikova, 1999